# Dragan Jelić
Dragan Jelić (* 27. Februar 1986 in Maribor) ist ein ehemaliger slowenischer Fußballspieler.

## Karriere

### Verein
Jelić begann seine Karriere beim NK Maribor. Im November 2003 debütierte er für die Profis von Maribor in der 1. SNL, als er am 18. Spieltag der Saison 2003/04 gegen den NK Domžale in der 86. Minute für Dejan Komljenovic eingewechselt wurde. Dies blieb sein einziger Saisoneinsatz. In der Saison 2004/05 kam er zu 23 Erstligaeinsätzen, in denen er fünf Tore erzielte. In der Saison 2005/06 gelangen ihm acht Tore in 32 Saisonspielen. Nach zwei Einsätzen zu Beginn der Saison 2006/07 wurde er im August 2006 in die Türkei an Çaykur Rizespor verliehen. Für Rizespor kam er zu zwölf Einsätzen in der Süper Lig, ehe die Leihe im Januar 2007 vorzeitig beendet wurde. Danach blieb Jelić wieder dreieinhalb Jahre in Maribor, ehe er im August 2010 ein zweites Mal verliehen wurde, diesmal nach Russland an Krylja Sowetow Samara. In Samara kam er bis zum Ende der Saison 2010 zu sechs Einsätzen in der Premjer-Liga.
Nach dem Ende der Ganzjahressaison in Russland wurde er im Januar 2011 in die Niederlande an Willem II Tilburg weiterverliehen. In Tilburg absolvierte er bis zum Ende der Spielzeit 2010/11 fünf Partien in der Eredivisie. Zur Saison 2011/12 kehrte Jelić wieder nach Maribor zurück. Nach insgesamt achteinhalb Jahren bei den Profis des Vereins, in denen er 156 Partien in der 1. SNL absolvierte und dabei 43 Tore erzielte, verließ der Stürmer den Verein im Februar 2012 schließlich endgültig und wechselte zum Ligakonkurrenten ND Mura 05. In einem Jahr in Murska Sobota kam er zu 34 Erstligaeinsätzen, in denen er acht Tore erzielen konnte.
Im Januar 2013 wechselte er zum österreichischen Zweitligisten Kapfenberger SV. In einem Jahr in Kapfenberg absolvierte der Slowene 29 Partien in der zweiten Liga, in denen er dreimal traf. Im Januar 2014 wechselte Jelić nach Serbien zum Erstligisten FK Radnički Niš. Für Radnički kam er zu sechs Einsätzen in der SuperLiga. Zur Saison 2014/15 kehrte er wieder nach Slowenien zurück und schloss sich dem NK Rudar Velenje an. In Velenje absolvierte er jener Spielzeit 29 Partien in der 1. SNL und machte dabei neun Tore. Zur Saison 2015/16 wechselte er nach Polen zum Zweitligisten Chojniczanka Chojnice. In der 1. Liga kam er zu elf Einsätzen, in denen er einmal traf.
Im Januar 2016 wechselte er ein zweites Mal nach Österreich, wo er sich diesmal dem viertklassigen ASK Voitsberg anschloss. In eineinhalb Jahren in Voitsberg absolvierte er 38 Spiele in der Landesliga, in denen er 15 Tore erzielte. Zur Saison 2017/18 wechselte er zum sechstklassigen SV Gralla. Für Gralla kam er zu insgesamt 29 Einsätzen in der Unterliga und erzielte dabei 13 Tore. In der Winterpause der Saison 2018/19 beendete er schließlich seine Karriere als Aktiver.

### Nationalmannschaft
Jelić spielte zwischen 2001 und 2007 für die slowenischen U-15-, U-18-, U-20- und U-21-Auswahlen.